# Torre Eureka
A Torre Eureka às margens do rio Yarra.
A Torre Eureka é um edifício residencial localizado na cidade de Melbourne, na Austrália. Foi concluído em junho de 2006. Eleva-se a 297 metros, contando com 92 pavimentos, sendo o mais alto da cidade e o segundo prédio residencial mais elevado do mundo.